# Velké Dvorce

Groß Meierhöfen um 1845

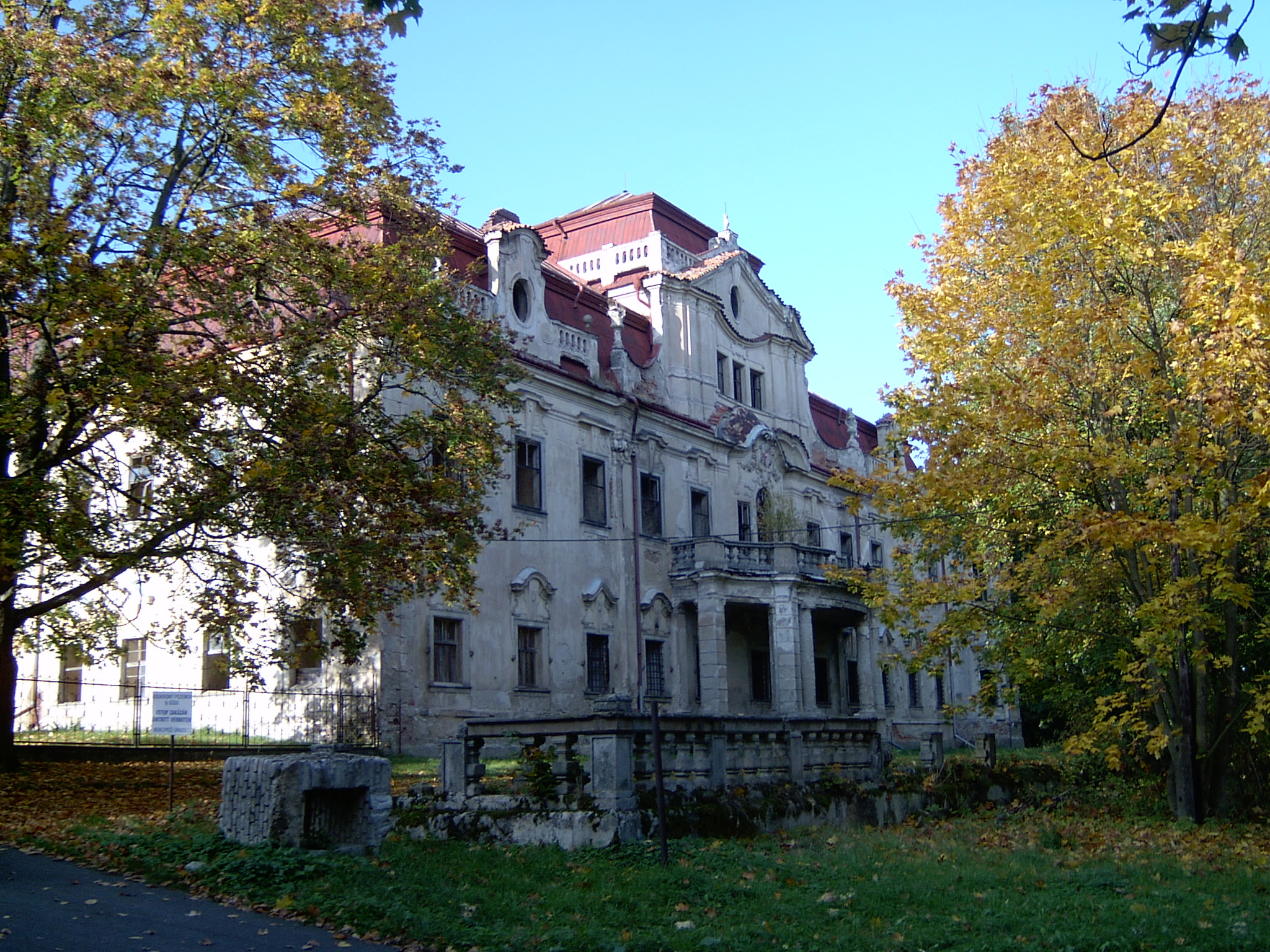
Schloss Groß Meierhöfen

Velké Dvorce (deutsch Groß Maierhöfen, auch Groß Meierhöfen) ist ein Ortsteil der Stadt Přimda (deutsch Pfraumberg) in Tschechien. Er liegt zweieinhalb Kilometer östlich von Přimda und gehört zum Okres Tachov (deutsch Kreis Tachau). Südwestlich des Dorfes entspringt die Úhlavka (deutsch Aulowa).

## Geschichte
Das Pfraumberger Urbar vom 10. Juli 1591 nennt den Mayerhoff zum Schloss (Pfraumberg). Gegründet wurde der Ort von der Familie von Schwanberg Ende des 16. Jahrhunderts. Zur selben Zeit entstanden die ersten neun Häuser, darunter eine Schafhütte und eine Mahlmühle. 1596 kauft der Pfraumberger Georg Schmidt neben dem Dorf Konraditz auch den „Maierhof unterm Schloss sambt den Neunhütlern“. Im Jahre 1608 kommt der Meierhof an die Gebrüder Schwanberg.
Während des Dreißigjährigen Krieges kaufte Johann Philipp Husmann das Gut.
Im Jahre 1653 erwarb Johann Wenzel Kolowrat-Nowohradsky die Güter Meierhöfen und Minichsfeld von Husmanns Witwe und vereinte sie später zum Familienfideikommiss.
Um 1680 soll das Schloss im Auftrag des Grafen von Kolowrat erbaut worden sein. Die Müllersche Landkarte zeigt um 1720 das „Alt Schlos“ bei „Gros Mayerhöfen“. Die Ortschaft zählte in der Steuerrolle sieben Gärtner, 1788 aber schon 29 Hausnummern „mit einem Meyerhofe und Schlosse“.
Nach der Aufhebung der Patrimonialherrschaften bildete Groß Maierhöfen/Velké Dvorce ab 1850 eine Gemeinde im Gerichtsbezirk Pfraumberg und Pilsner Kreis. Ab 1868 gehörte die Gemeinde zum Bezirk Tachau. 1930 standen in Großmeierhöfen 43 Häuser, in denen 235 Einwohner lebten. Nach dem Münchner Abkommen wurde Groß Maierhöfen dem Deutschen Reich angeschlossen und gehörte bis 1945 zum Landkreis Tachau. 1939 lebten in der Gemeinde 218 Einwohner. 1961 wurden Kundratice (deutsch Konraditz), Malé Dvorce (deutsch Klein Meierhöfen) und Jadruž (deutsch Godrusch) eingemeindet. Zu Beginn des Jahres 1980 erfolgte die Eingemeindung nach Přimda. Das Schloss wurde 1993 durch die Grafen von Kolowrat verkauft und wird renoviert. Die Größe des Schlosses beträgt etwa 6100 m², die des dazugehörigen Grundstückes 6,3 ha. 1991 hatte der Ort 195 Einwohner. Im Jahre 2001 bestand das Dorf aus 49 Wohnhäusern, in denen 222 Menschen lebten.

## Kirche
Der Ort war seit jeher nach Pfraumberg gepfarrt. Die Kapelle zum Hl. Johannes den Täufer am Schloss wurde 1788 erstmals genannt, aber im 20. Jahrhundert nicht mehr genutzt.

## Sehenswürdigkeiten
- Schloss Velké Dvorce, erbaut um 1680
- Kapelle Hl. Johannes der Täufer, erbaut vor 1788